# Augusto del Palatinato-Sulzbach
Augusto del Palatinato-Neuburg (Neuburg, 2 ottobre 1582 – Weinheim, 14 agosto 1632) è stato un nobile tedesco.
Era figlio di Filippo Luigi del Palatinato-Neuburg e di Anna di Jülich-Kleve-Berg.

## Biografia
Alla morte di suo padre nel 1614, lui e il fratello maggiore Volfango Guglielmo si divisero i domini paterni: ad Augusto spettò il Palatinato-Sulzbach che governò dal 1614 al 1632; a Volfango andò il Palatinato-Neuburg. I discendenti di Augusto ereditarono poi il titolo.
Augusto morì a Weinheim nel 1632 e fu sepolto a Lauingen.

## Discendenza
Sposò nel 1620 a Husum Edvige di Holstein-Gottorp. La coppia ebbe sette figli:
- Anna Sofia (Sulzbach, 17 luglio 1621-Hochhaus, 25 maggio 1675), moglie di Gioacchino Ernesto di Oettingen-Oettingen;
- Cristiano Augusto (Sulzbach, 26 luglio 1622-Sulzbach, 23 aprile 1708), che sposò Amalia di Nassau-Siegen;
- Adolfo Federico (Sulzbach, 31 agosto 1623-Sulzbach, 14 marzo 1624);
- Giovanni Ludovico (Sulzbach, 22 dicembre 1625-Norimberga, 30 ottobre 1649);
- Augusta Sofia (Sulzbach, 22 novembre 1624-Norimberga, 30 aprile 1682), moglie di Venceslao Eusebio di Lobkowitz;
- Filippo Florino (Sulzbach, 29 gennaio 1630-Norimberga, 4 aprile 1703);
- Dorotea Susanna (Sulzbach, 17 agosto 1631-Norimberga, 3 luglio 1632).

Alla sua morte nel 1632, ereditò il titolo Cristiano Augusto. Venne sepolto a Lauingen.

## Ascendenza
|                                      |                       |                                    | Genitori                          |  |  | Nonni |  |  | Bisnonni                            |  |  | Trisnonni                             |  |
|                                      |                       |                                    |                                   |  |  |       |  |  | Luigi II del Palatinato-Zweibrücken |  |  | Alessandro del Palatinato-Zweibrücken |  |
|                                      |                       |                                    |                                   |  |  |       |  |  | Luigi II del Palatinato-Zweibrücken |  |  | Alessandro del Palatinato-Zweibrücken |  |
|                                      |                       | Margherita di Hohenlohe-Neuenstein |                                   |  |  |       |  |  | Luigi II del Palatinato-Zweibrücken |  |  |                                       |  |
| Volfango del Palatinato-Zweibrücken  |                       |                                    |                                   |  |  |       |  |  | Luigi II del Palatinato-Zweibrücken |  |  |                                       |  |
|                                      |                       | Elisabetta d'Assia                 | Guglielmo I d'Assia               |  |  |       |  |  |                                     |  |  |                                       |  |
|                                      |                       | Elisabetta d'Assia                 | Guglielmo I d'Assia               |  |  |       |  |  |                                     |  |  |                                       |  |
|                                      |                       | Elisabetta d'Assia                 | Anna di Braunschweig-Wolfenbüttel |  |  |       |  |  |                                     |  |  |                                       |  |
| Filippo Luigi del Palatinato-Neuburg |                       | Elisabetta d'Assia                 |                                   |  |  |       |  |  |                                     |  |  |                                       |  |
|                                      |                       | Filippo I d'Assia                  | Guglielmo II d'Assia              |  |  |       |  |  |                                     |  |  |                                       |  |
|                                      |                       | Filippo I d'Assia                  | Guglielmo II d'Assia              |  |  |       |  |  |                                     |  |  |                                       |  |
|                                      |                       | Filippo I d'Assia                  | Anna di Meclemburgo-Schwerin      |  |  |       |  |  |                                     |  |  |                                       |  |
| Anna d'Assia                         |                       | Filippo I d'Assia                  |                                   |  |  |       |  |  |                                     |  |  |                                       |  |
|                                      |                       | Cristina di Sassonia               | Ernesto di Sassonia               |  |  |       |  |  |                                     |  |  |                                       |  |
|                                      |                       | Cristina di Sassonia               | Ernesto di Sassonia               |  |  |       |  |  |                                     |  |  |                                       |  |
|                                      |                       | Cristina di Sassonia               | Elisabetta di Baviera             |  |  |       |  |  |                                     |  |  |                                       |  |
| Augusto del Palatinato-Sulzbach      |                       | Cristina di Sassonia               |                                   |  |  |       |  |  |                                     |  |  |                                       |  |
|                                      | Giovanni III di Kleve | Giovanni II di Kleve               |                                   |  |  |       |  |  |                                     |  |  |                                       |  |
|                                      | Giovanni III di Kleve | Giovanni II di Kleve               |                                   |  |  |       |  |  |                                     |  |  |                                       |  |
|                                      | Giovanni III di Kleve | Matilde d'Assia                    |                                   |  |  |       |  |  |                                     |  |  |                                       |  |
| Guglielmo di Jülich-Kleve-Berg       | Giovanni III di Kleve |                                    |                                   |  |  |       |  |  |                                     |  |  |                                       |  |
|                                      |                       | Maria di Jülich-Berg               | Guglielmo di Jülich-Berg          |  |  |       |  |  |                                     |  |  |                                       |  |
|                                      |                       | Maria di Jülich-Berg               | Guglielmo di Jülich-Berg          |  |  |       |  |  |                                     |  |  |                                       |  |
|                                      |                       | Maria di Jülich-Berg               | Sibilla di Hohenzollern           |  |  |       |  |  |                                     |  |  |                                       |  |
| Anna di Jülich-Kleve-Berg            |                       | Maria di Jülich-Berg               |                                   |  |  |       |  |  |                                     |  |  |                                       |  |
|                                      |                       | Ferdinando I d'Asburgo             | Filippo I d'Asburgo               |  |  |       |  |  |                                     |  |  |                                       |  |
|                                      |                       | Ferdinando I d'Asburgo             | Filippo I d'Asburgo               |  |  |       |  |  |                                     |  |  |                                       |  |
|                                      |                       | Ferdinando I d'Asburgo             | Giovanna di Castiglia             |  |  |       |  |  |                                     |  |  |                                       |  |
| Maria d'Austria                      |                       | Ferdinando I d'Asburgo             |                                   |  |  |       |  |  |                                     |  |  |                                       |  |
|                                      |                       | Anna Jagellone                     | Ladislao II d'Ungheria            |  |  |       |  |  |                                     |  |  |                                       |  |
|                                      |                       | Anna Jagellone                     | Ladislao II d'Ungheria            |  |  |       |  |  |                                     |  |  |                                       |  |
|                                      |                       | Anna Jagellone                     | Elisabetta d'Asburgo              |  |  |       |  |  |                                     |  |  |                                       |  |
|                                      |                       | Anna Jagellone                     |                                   |  |  |       |  |  |                                     |  |  |                                       |  |